# Calibre
Calibre (v anglické verzi psáno jako calibre) je multiplatformní svobodná sada softwaru pro organizaci virtuálních knihoven, vytváření, čtení, upravování, vyhledávání, třídění, přiřazování tagů, přiřazování hodnocení a převod formátu e-knih. Úpravy podporuje pouze ve formátech EPUB a AZW3; knihy v jiném formátu, jako je například MOBI, je potřeba nejprve převést, aby je šlo upravovat.

## Historie
Dne 31. října 2006, kdy společnost Sony představila svou elektronickou čtečku PRS-500, zahájil Kovid Goyal vývoj libprs500, jehož hlavním cílem bylo umožnit používání formátů PRS-500 v systému Linux. S podporou z fóra MobileRead společnost Goyal reverzně vytvořila proprietární formát souboru Broadband eBook (BBeB). V roce 2008 byl program přejmenován na „calibre“.

## Funkce
Calibre podporuje mnoho formátů souborů a čtecích zařízení. Většinu formátů elektronických knih lze upravovat, například změnou typů a velikostí písma, okrajů, metadat a přidáním automaticky generovaného obsahu. Editovat lze i samotný text, vylepšit interpunkci a všechny soubory lze automaticky zkrášlit. Konverze a úpravy se snadno používají u digitálních knih s příslušnou licencí, ale u komerčně zakoupených elektronických knih může být nutné odstranit digital rights management (DRM). Calibre podporuje odstranění DRM po instalaci příslušného pluginu.
Calibre umožňuje uživatelům třídit a seskupovat elektronické knihy podle metadat. Metadata lze získat z mnoha různých zdrojů, např. ISBNdb.com, databazeknih.cz, online knihkupci, poskytovatelé bezplatných elektronických knih a periodik, jako je Internet Archive, Munsey's Magazine, Project Gutenberg a weby sociálních sítí pro čtenáře, například Goodreads a LibraryThing. Ve virtuální knihovně v Calibre je možné vyhledávat přes různá pole, například autora, název nebo klíčové slovo. Od verze 6.0.0 podporuje i fulltextové vyhledávání.
E-knihy lze importovat do knihovny Calibre, a to buď ručním nahráváním souborů, nebo bezdrátovou synchronizací čtečky elektronických knih se službou cloudového úložiště, ve které je knihovna Calibre zálohována, nebo s počítačem, na kterém je Calibre umístěn. E-knihy lze exportovat do všech podporovaných čtecích zařízení přes USB, integrovaný poštovní server Calibre nebo bezdrátově.
Časté je vydávání nových verzí s opravami a novými funkcemi, obvykle v pátek. Během let se vytvořila rozsáhlá komunita programátorů, testerů a lidí hlásících chyby. Díky tomu lze také standardní funkce významně rozšířit prostřednictvím mnoha desítek pluginů. Calibre se rozrostl z jednoduché databáze na pokročilý systém správy knihovny s mnoha nástroji pro katalogizaci, převod a další operace potřebné v elektronické knihovně.

## Převod e-knih do různých digitálních formátů
Jednou z hlavních vlastností Calibre je převod knih z a do hlavních formátů používaných čtecími zařízeními. 
- Vstupní formáty: AZW, AZW3, AZW4, CBZ, CBR, CBC, CHM, DJVU, DOCX, EPUB, FB2, HTML, HTMLZ, LIT, LRF, MOBI, ODT, PDF, PRC, PDB, PML, RB, RTF, SNB, TCR, TXT, TXTZ[12]

- Výstupní formáty: AZW3, EPUB, DOCX, FB2, HTMLZ, OEB, LIT, LRF, MOBI, PDB, PMLZ, RB, PDF, RTF, SNB, TCR, TXT, TXTZ, ZIP[12]

Rozhraní nabízí řadu nastavení k vylepšení výsledků převodu, převod z PDF je ovšem značně limitován.

## Statistiky
Oficiální web udává počet spuštění vždy za poslední dva měsíce, který se dlouhodobě pohybuje kolem 3 000 000. Statistika pochází z mnoha zemí, tradičně nejvíce ze Španělska, USA, Německa, Francie a Itálie, ale roku 2016 je patrný významný nárůst u Číny, která od té doby počet uživatelů zněkolikanásobila. Z Česka je necelé 1 % reportů, s mírně klesajícím trendem. Ačkoli většina využívá nejnovější verzi, stále ještě jsou užívány všechny hlavní verze, včetně téměř 20 let staré 0.x. Všechny verze jsou též k dispozici na oficiálním webu, především z hlediska možného použití na zastaralých systémech. Údaje o použití operačního systému hlásí, že kolem 80 % Calibre běží na Windows a kolem 15 % na macOS.